# Parc Amantikir

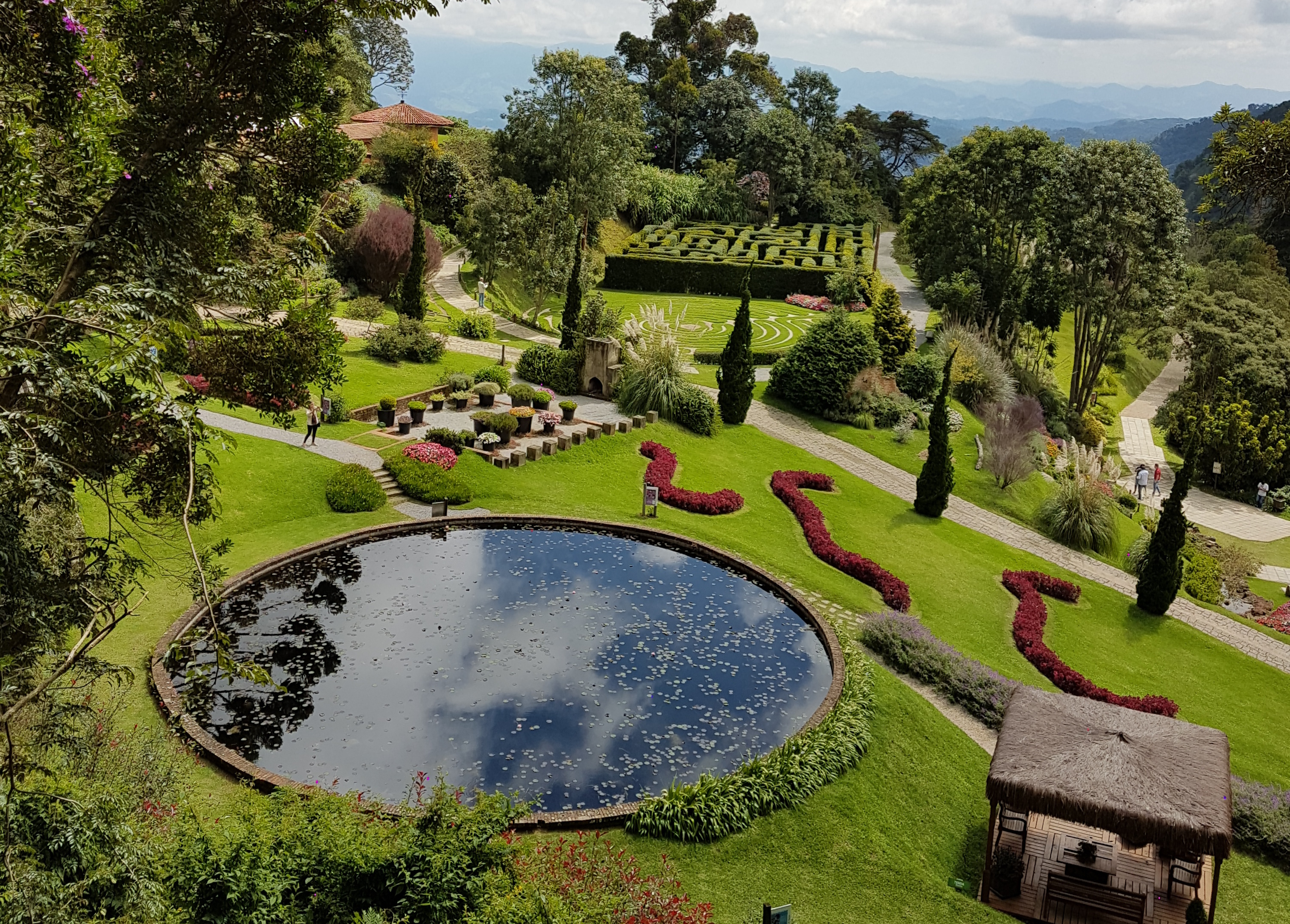
Vue aérienne du Miroir d'Eau

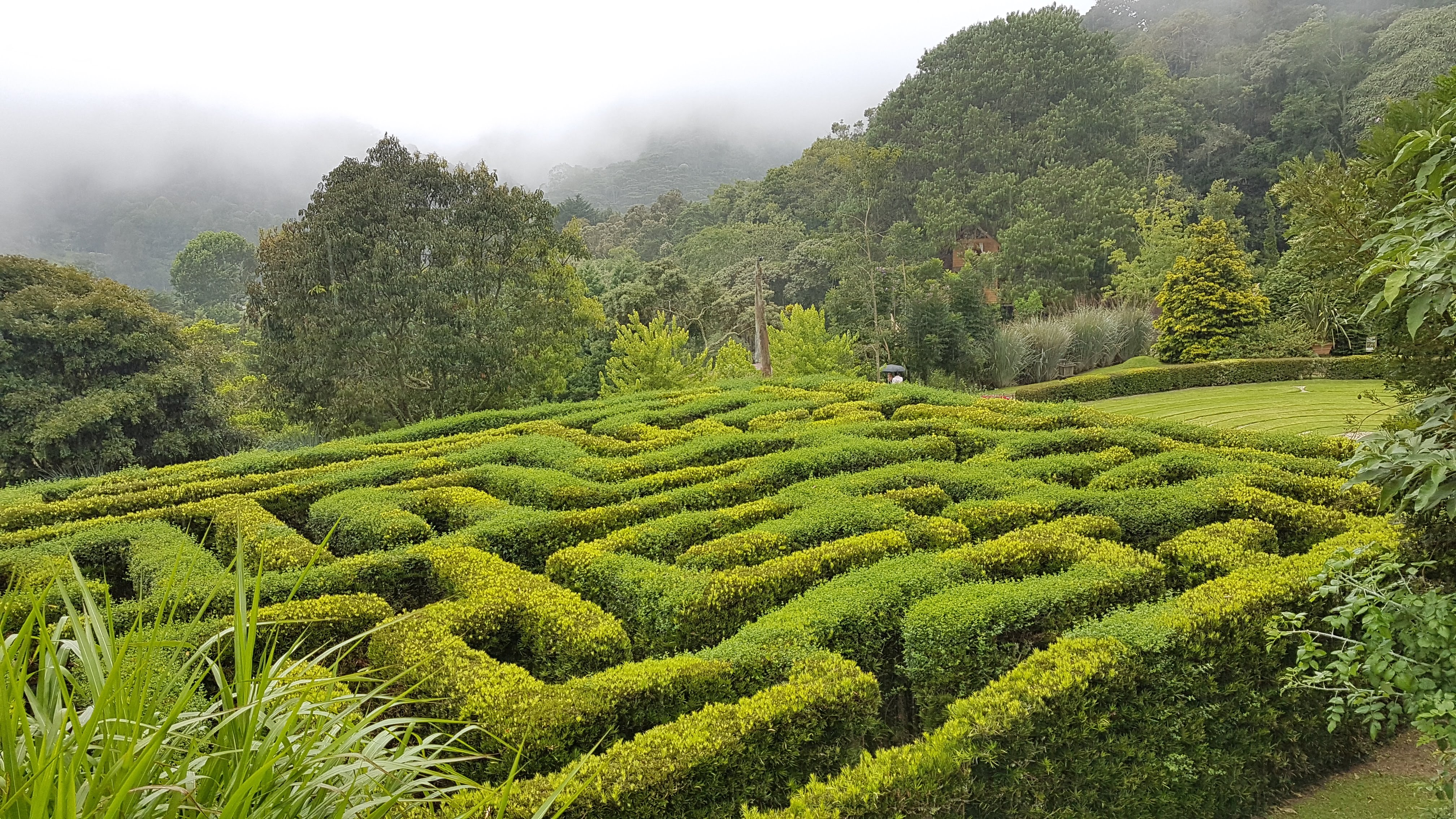
Vue du Labyrinthe Classique

Le Parc Amantikir ou Amantikir Jardins (en portugais: Parque Amantikir ou Amantikir Jardins) est un parc qui comprend un ensemble de jardins et plusieurs points d'intérêt. Situé dans la municipalité de Campos do Jordão, à 180 kilomètres au nord-est de la ville brésilienne de São Paulo, le parc est visité par des milliers de touristes chaque année.
Le parc a été conçu par le paysagiste et ingénieur agronome Walter Vasconcellos, connu sous le nom de Dr Garden et abrite plus de 700 espèces de plantes réparties en 26 jardins avec un espace de 60 000 m2,. En 2013, TripAdvisor a certifié Amantikir pour la première fois comme l'attraction touristique no 1 de Campos do Jordão, une position dans laquelle le parc s'est maintenu depuis,.
Le parc et la ville de Campos do Jordão sont situés dans la Serra da Mantiqueira, une chaîne de montagnes considérée comme la 8e formation naturelle protégée la plus «irremplaçable» de la planète, selon un article de l'Union internationale pour la conservation de la nature publié en 2013 par Science magazine.

## Toponymie
La région de la Serra da Mantiqueira était connue par les Tupis sous le nom d'amantikir, ce qui signifie «montagnes qui pleurent», faisant référence à un grand nombre de sources et de ruisseaux qui s'y trouvaient. Plus tard, le nom est devenu Mantiqueira en portugais,.

## Histoire
Né à Campos do Jordão et passionné par la ville, le paysagiste et ingénieur agronome Walter Vasconcellos, après avoir visité des dizaines de parcs et jardins en Europe, aux États-Unis et au Canada, est toujours revenu de vacances avec le sentiment que sa ville méritait un espace aussi charmant comme ceux qu'il avait visités. Il lui semblait injuste que même les propriétaires des jardins, à qui il fournissait des services en tant que Dr Garden, n'aient pas eu l'occasion de profiter de la plénitude de si beaux jardins.
Ce souci était essentiel pour germer l'idée d'un jardin ouvert au public. Construit dans une zone qui abritait auparavant le Haras Serra Azul, le rêve du Dr Garden s'est renforcé grâce à la contribution financière d'amis et de clients. Le 25 août 2007, Amantikir est né et après plus d'une décennie d'histoire, le parc a accueilli des milliers de visiteurs de différentes parties du monde.

## Légende
Une légende raconte que le Soleil est tombé amoureux d'une belle indienne et qu'elle est également tombée amoureuse de lui. Et la Lune jalouse est allée pleurer avec le dieu Tupã qui a placé une montagne imposante sur la belle indienne, l'emprisonnant à jamais. Depuis, la belle indienne pleure depuis des jours et des nuits en désirant le Soleil et ses eaux remplissent les veines de la montagne, débordant dans les rivières et les cascades qui traversent la Serra da Mantiqueira. C'est pourquoi les Tupis l'appelaient amantikir, la montagne qui pleure.

## Attractions
En plus des 26 jardins du parc, les points d'intérêt incluent: Cour Zen, Tori, Meda, Dragon Chinois, Moon Gate (portail lunaire), Mandala, Poterie, Belvédère, Wood, Jardin Potager, Grands Vases, Tente, Cadrage et une Maison Arboricole. Tous ces espaces aux références architecturales variées.

### Labyrinthe classique
Parmi les jardins du parc Amantikir se trouve le labyrinthe classique, semblable au labyrinthe de haies vu dans les jardins de châteaux d'Europe. Il a une superficie de 450 mètres carrés et 600 mètres de couloirs, avec des murs de 2,20 mètres de haut.

### Labyrinthe d'herbe
Le labyrinthe d'herbe d'Amantikir est considéré par un groupe d'érudits et de localisateurs de labyrinthe du monde entier, le plus grand labyrinthe d'herbe du Brésil et est l'un des plus grands au monde de ce type.

## Secteurs
Les 26 jardins d'Amantikir sont divisés en sept secteurs et sont inspirés de différents parcs du monde entier avec des caractéristiques scéniques de pays tels que l'Angleterre, la France, l'Allemagne, l'Autriche, l'Espagne, l'Italie, les États-Unis, le Canada, le Mexique, le Japon et la Chine, entre autres.
| Secteur | Jardin                   | Numéro |
| ------- | ------------------------ | ------ |
| Gris    | Jardin Japonais          | 1      |
| Gris    | Jardin Chinois           | 2      |
| Gris    | Sentier des Broméliacées | 26     |
| Lilas   | Jardin Romantique        | 3      |
| Lilas   | Jardin d'Ombre           | 4      |
| Orange  | Lac des Ponts            | 5      |
| Orange  | Jardin d'Automne         | 6      |
| Orange  | Tapis Vert               | 7      |
| Orange  | Serre                    | 8      |

| Secteur | Jardin               | Numéro |
| ------- | -------------------- | ------ |
| Vert    | Rock Garden          | 9      |
| Vert    | Labyrinthe d'Herbe   | 10     |
| Vert    | Labyrinthe Classique | 11     |
| Vert    | Jardin Anglais       | 12     |
| Rouge   | Belvédère            | 13     |
| Rouge   | Jardin Aride         | 14     |
| Rouge   | Jardin des Racines   | 15     |
| Rouge   | Jardin d'Herbe       | 16     |
| Rouge   | Jardin de Conifères  | 17     |

| Secteur | Jardin                | Numéro |
| ------- | --------------------- | ------ |
| Jaune   | Chemin des Fleurs     | 18     |
| Bleu    | Jardin Autrichien     | 19     |
| Bleu    | Cheminée              | 20     |
| Bleu    | Jardin à la française | 21     |
| Bleu    | Jardin de l'École     | 22     |
| Bleu    | Miroir d'Eau          | 23     |
| Bleu    | Jardin Allemand       | 24     |
| Bleu    | Jardin de l'Auteur    | 25     |

## Galerie

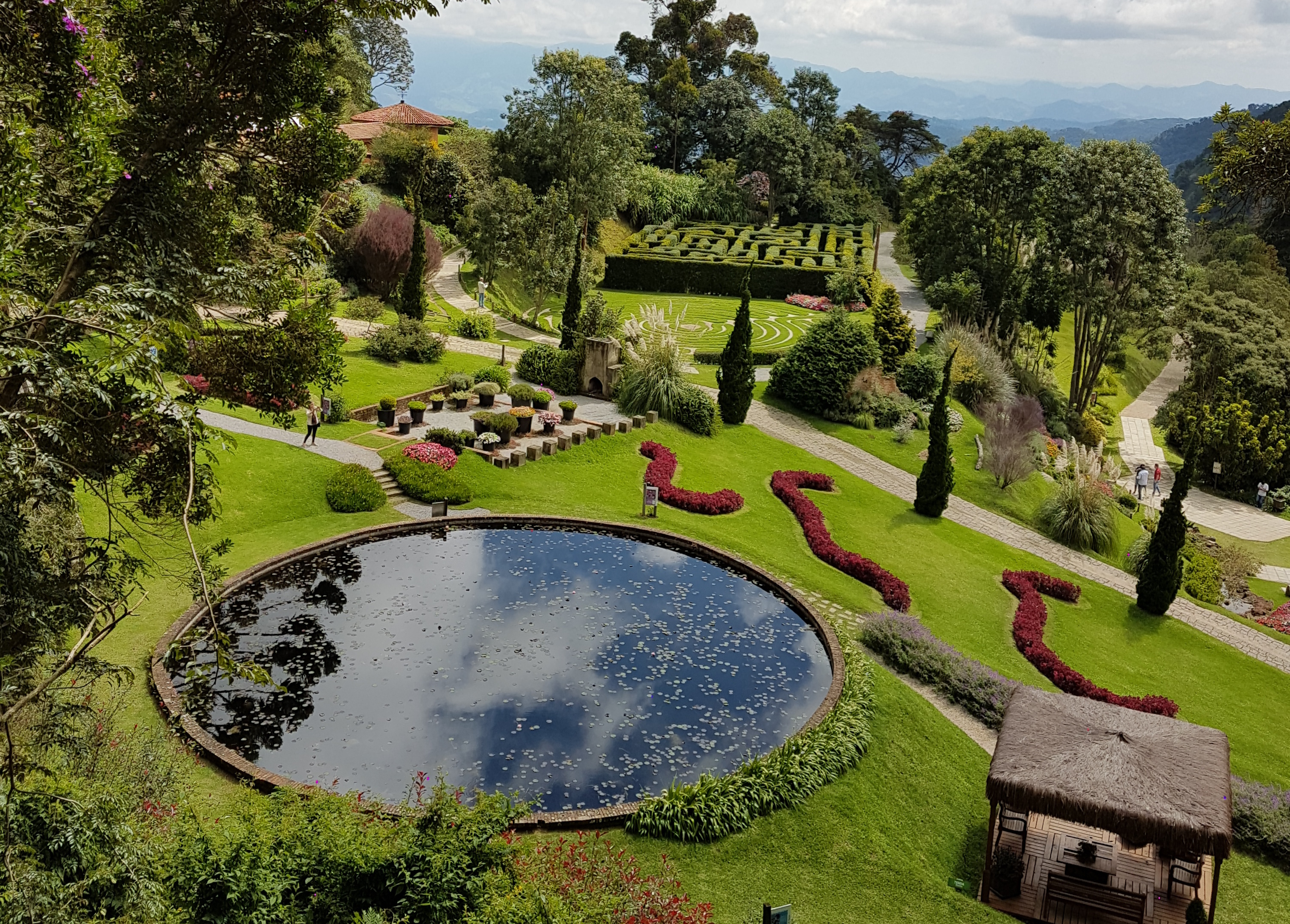
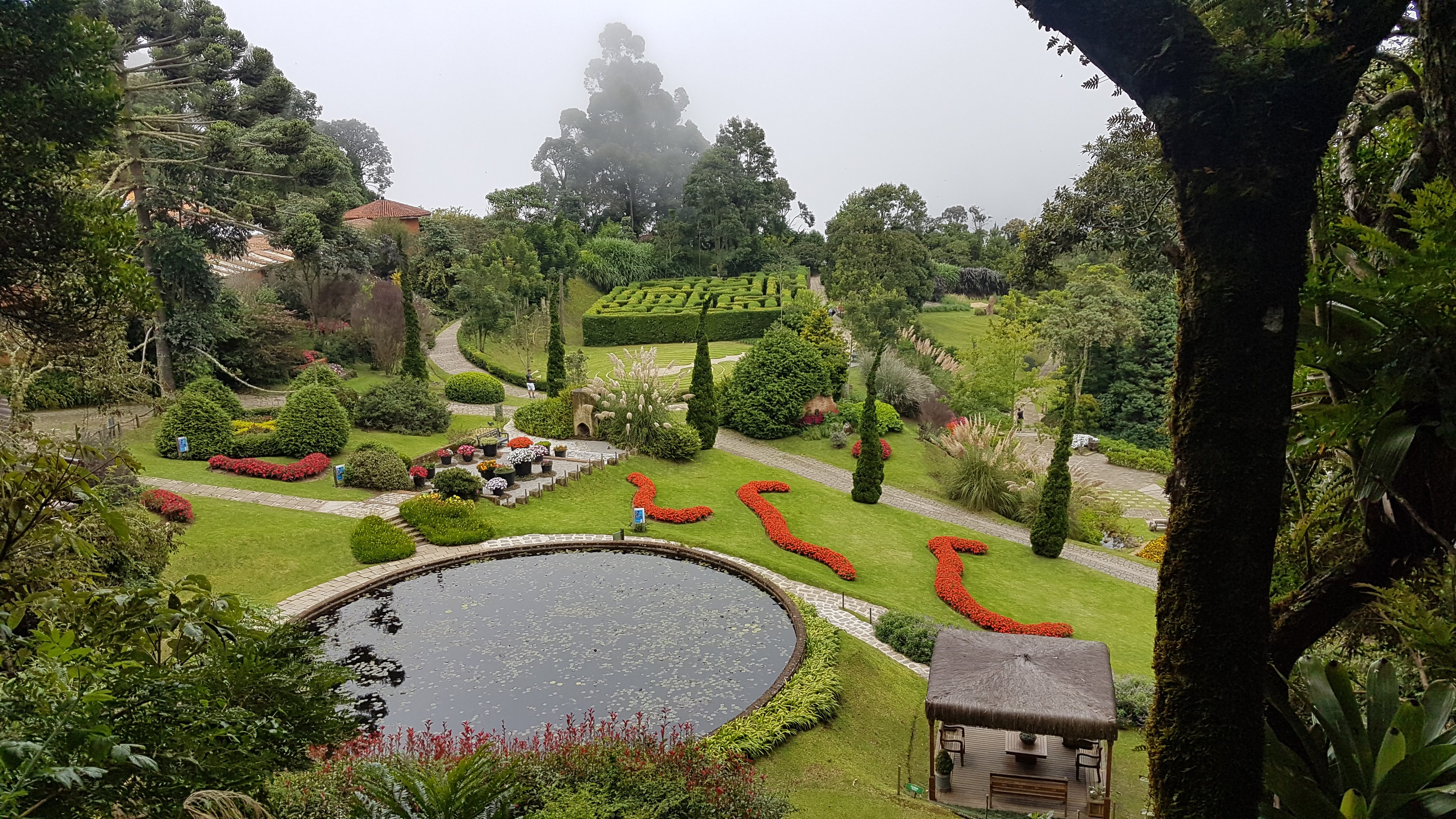
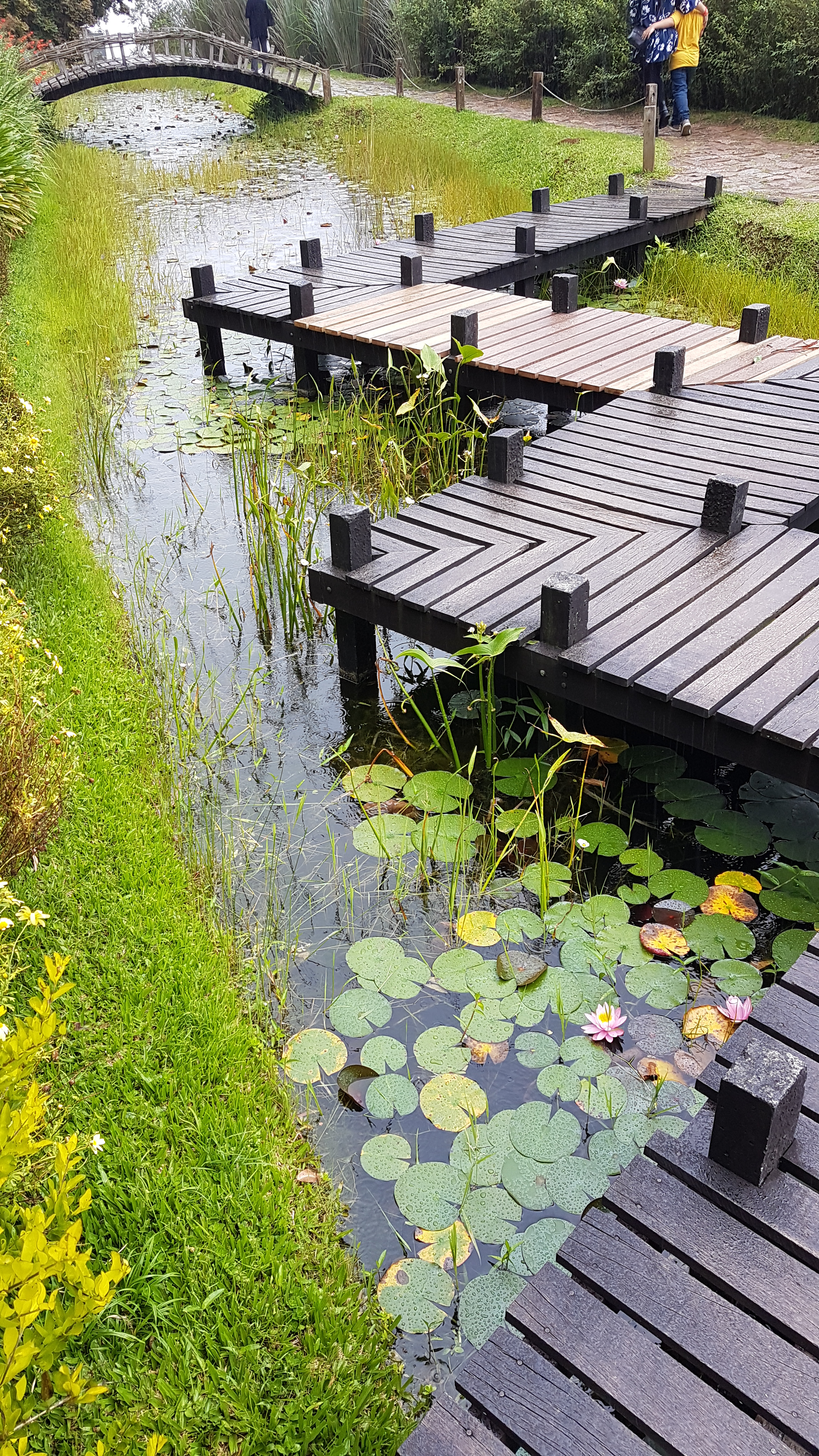
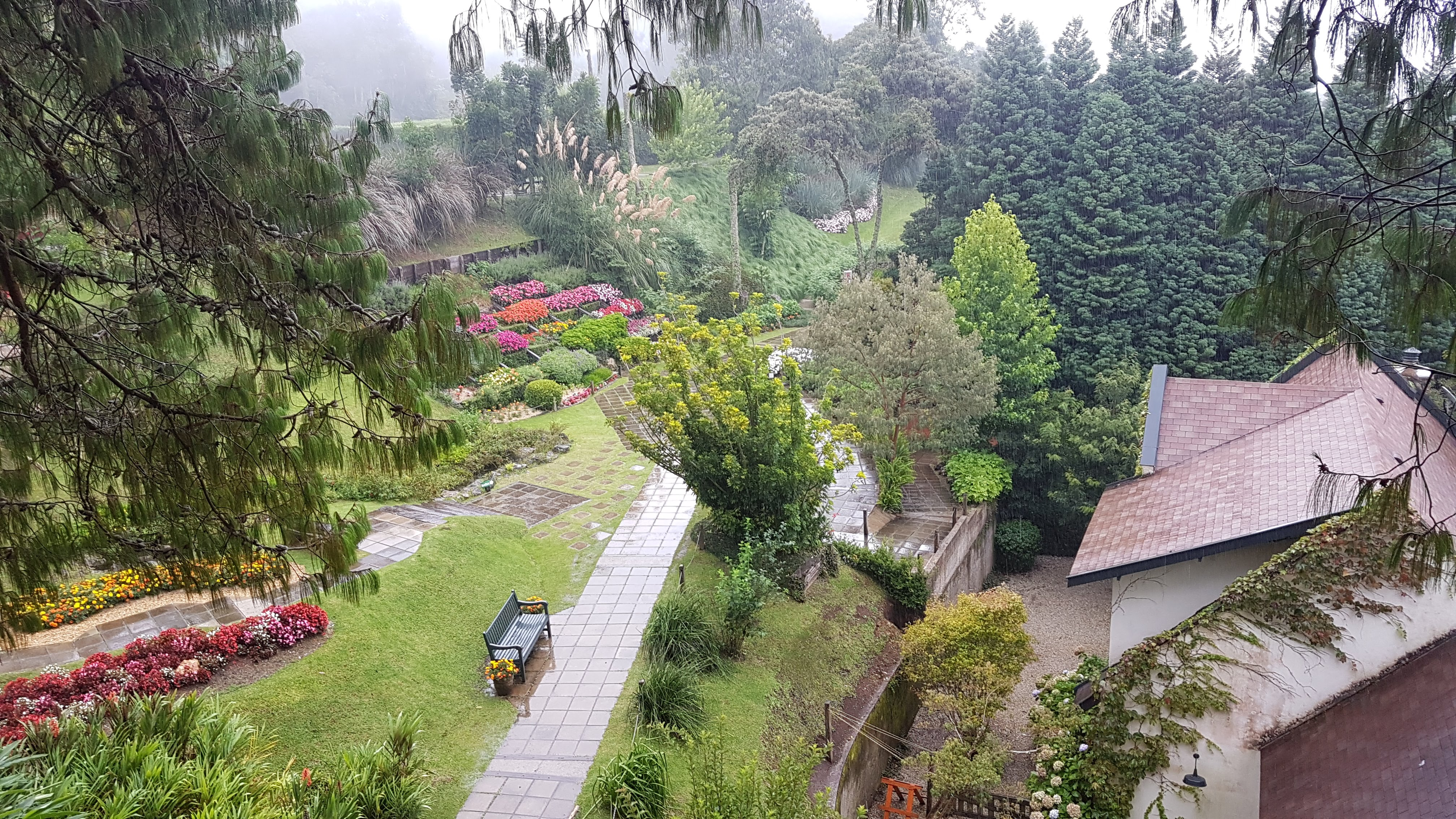
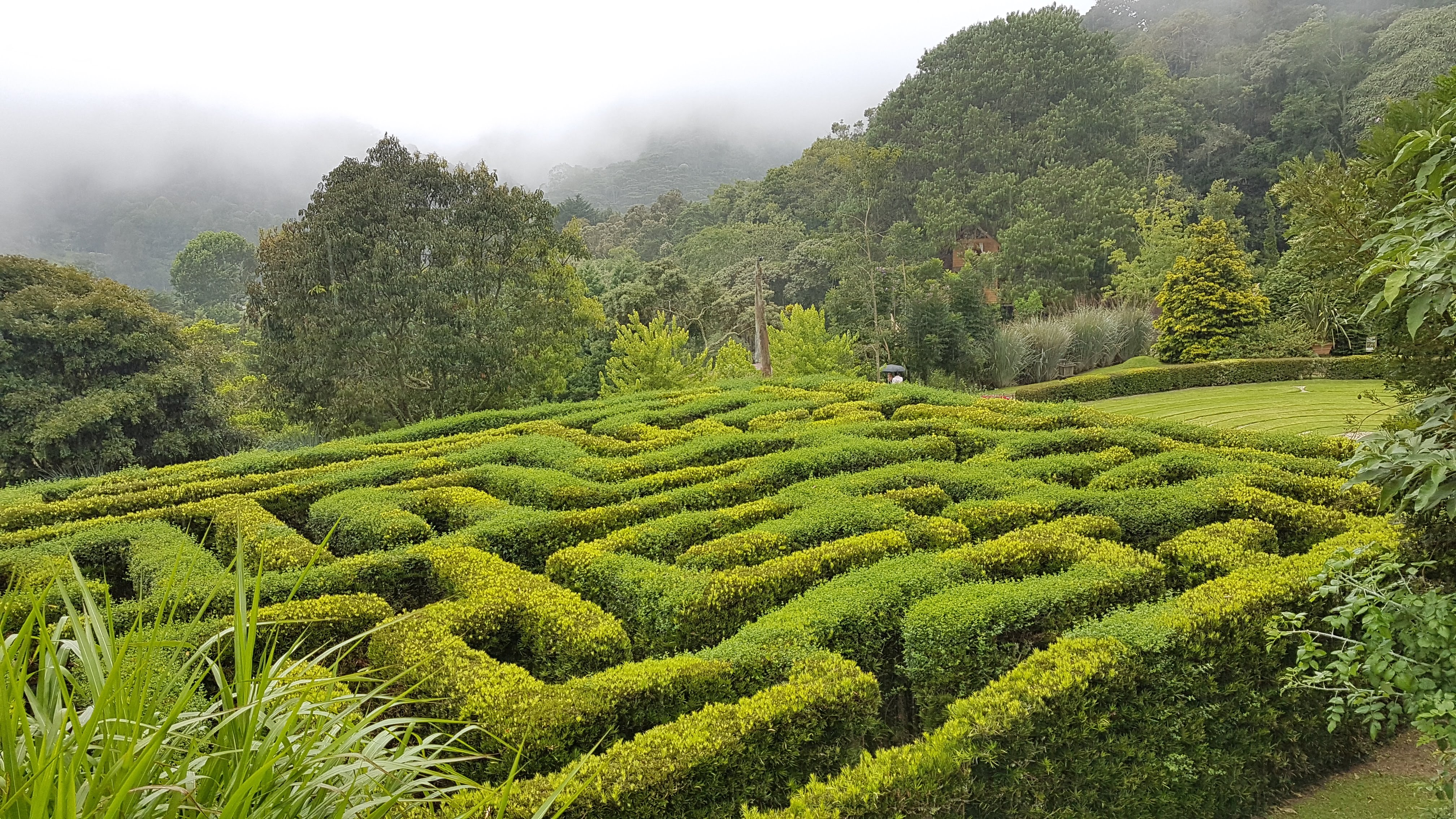
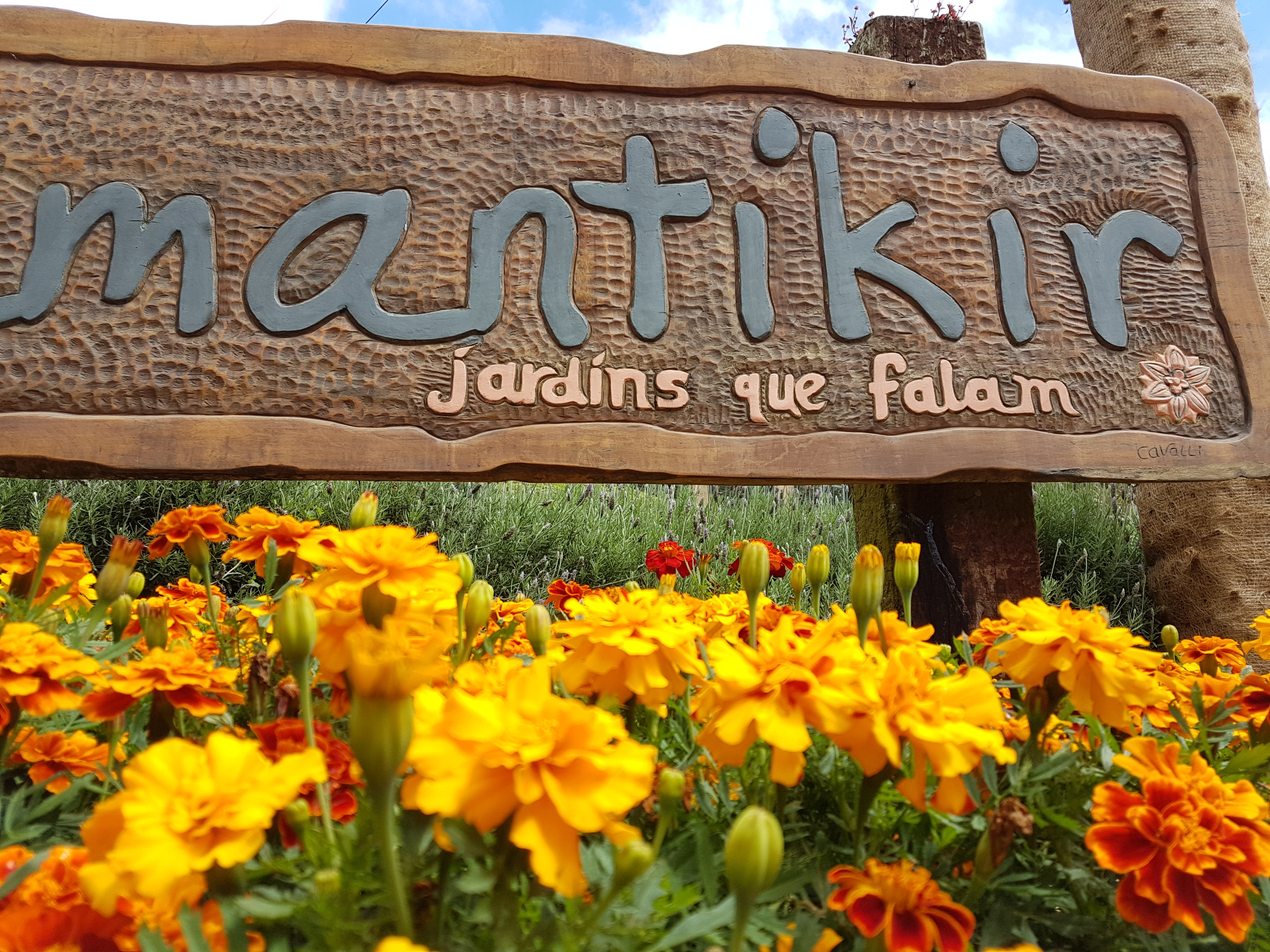
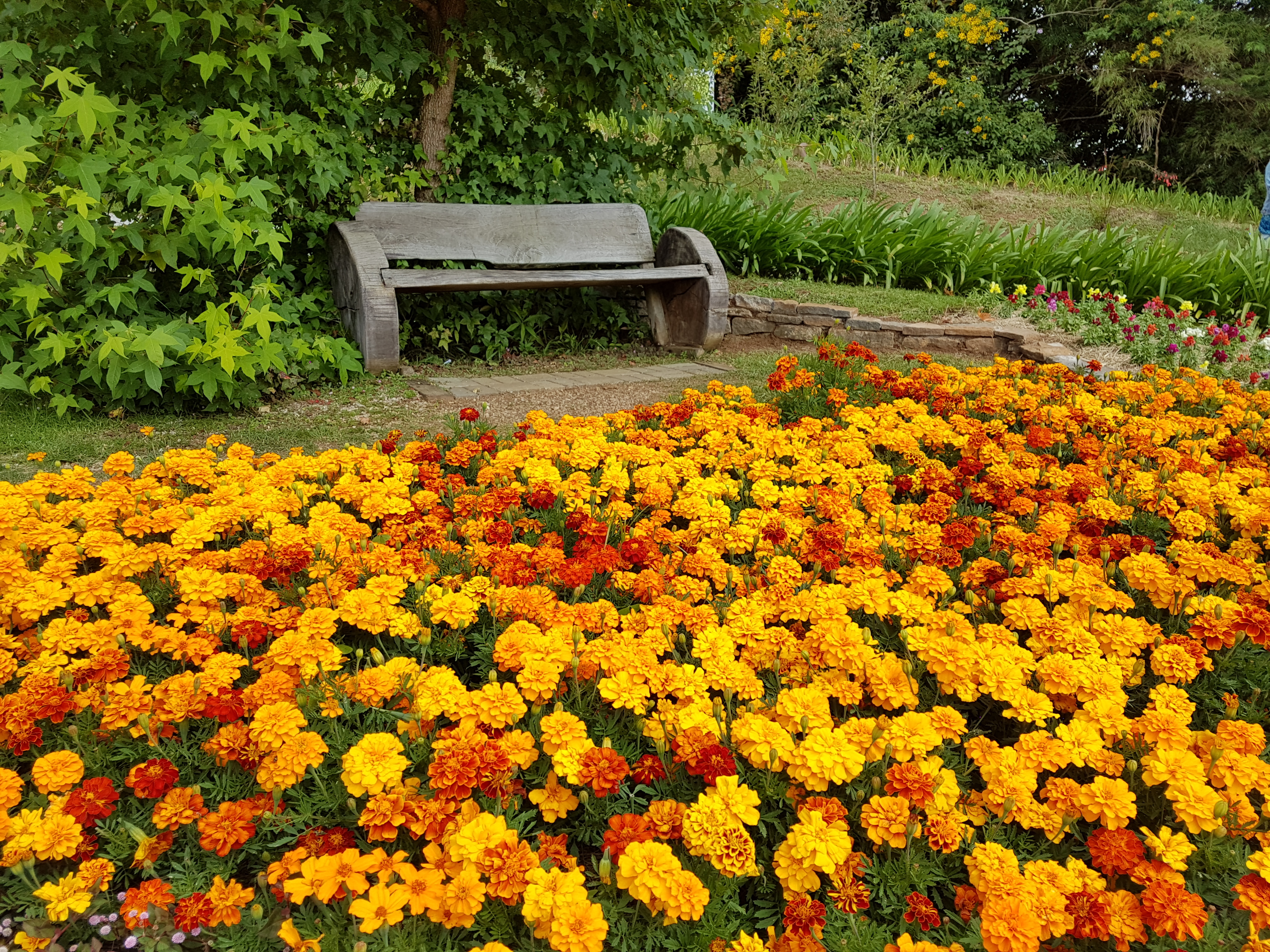
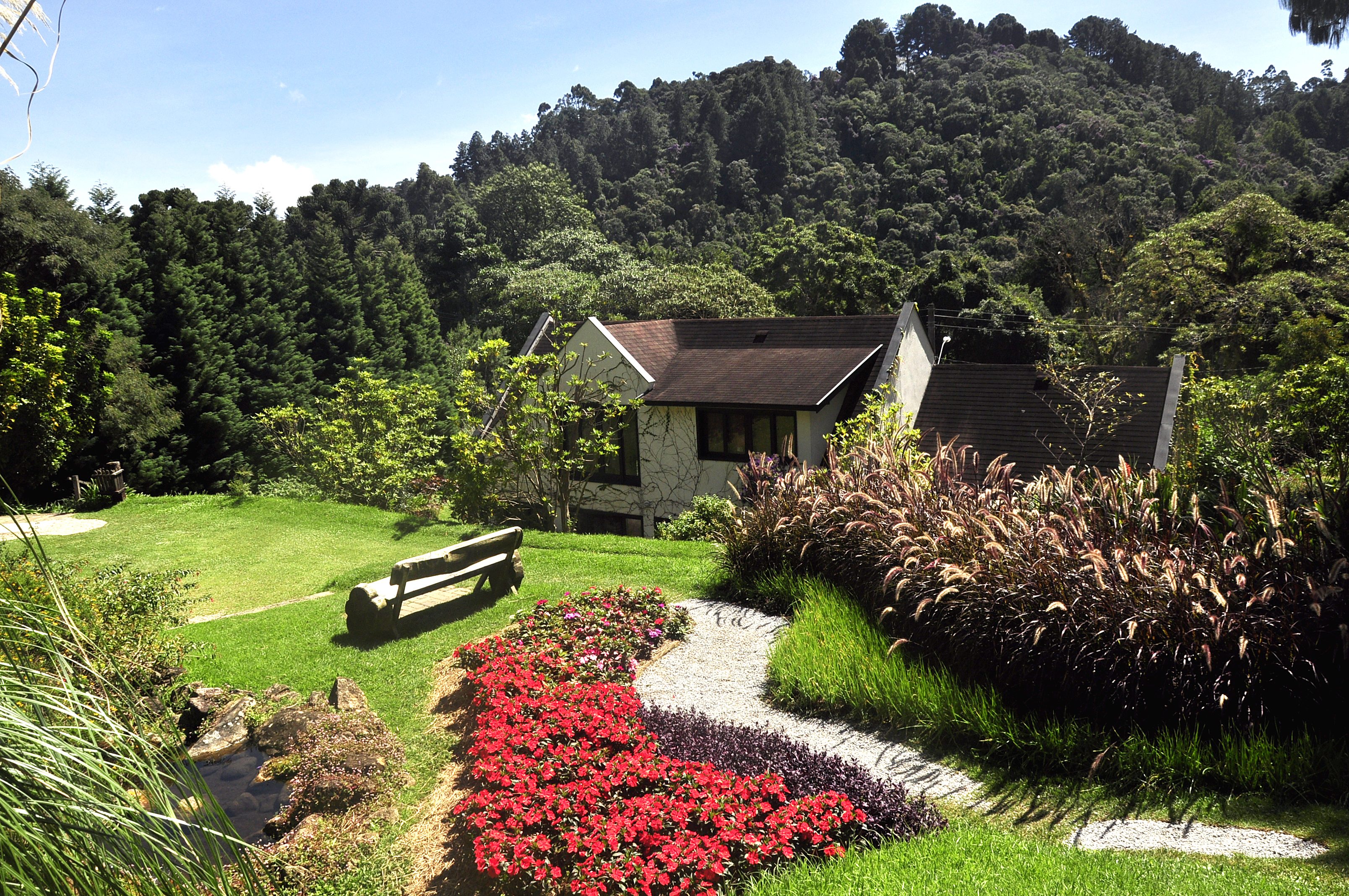
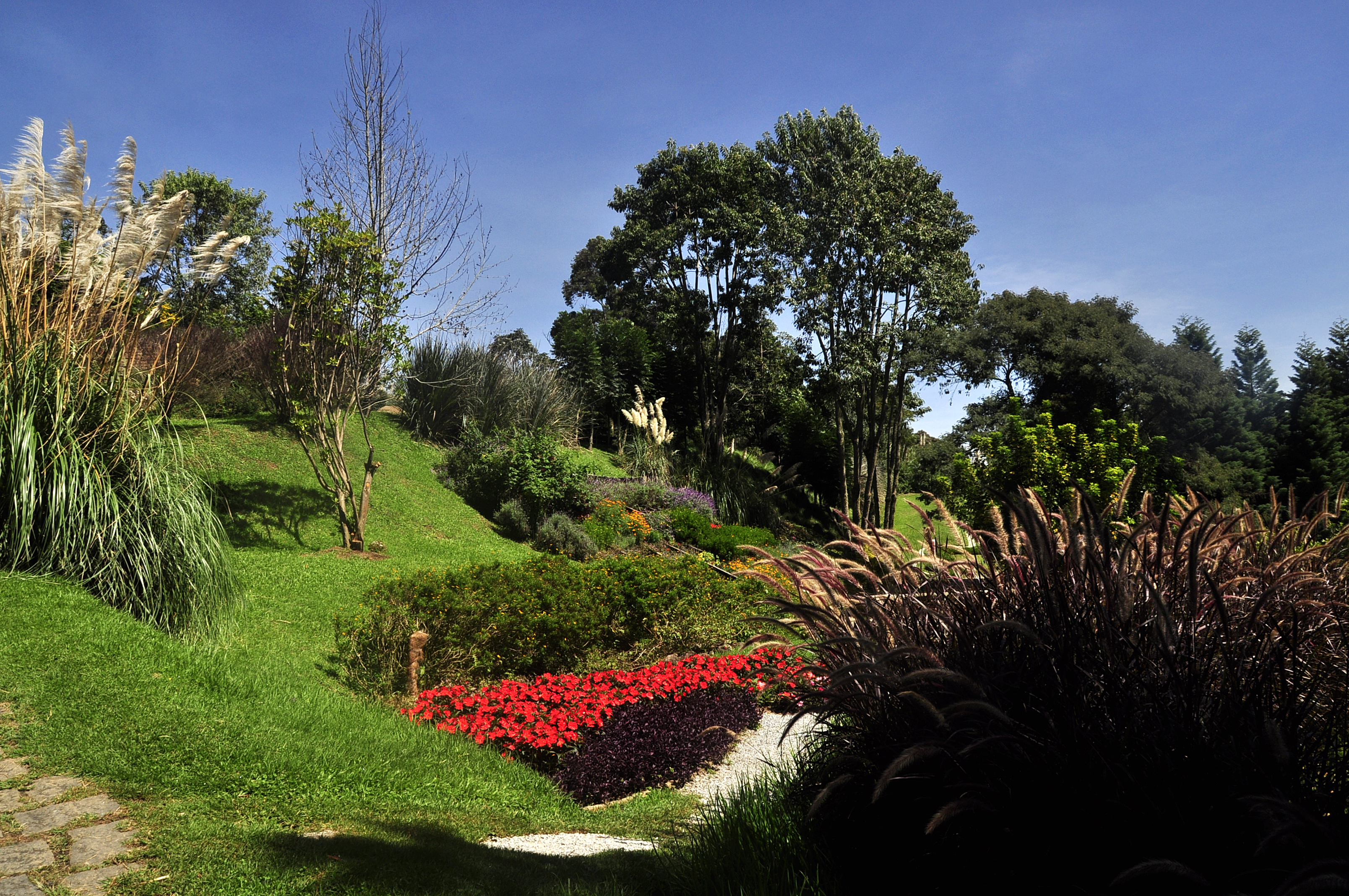
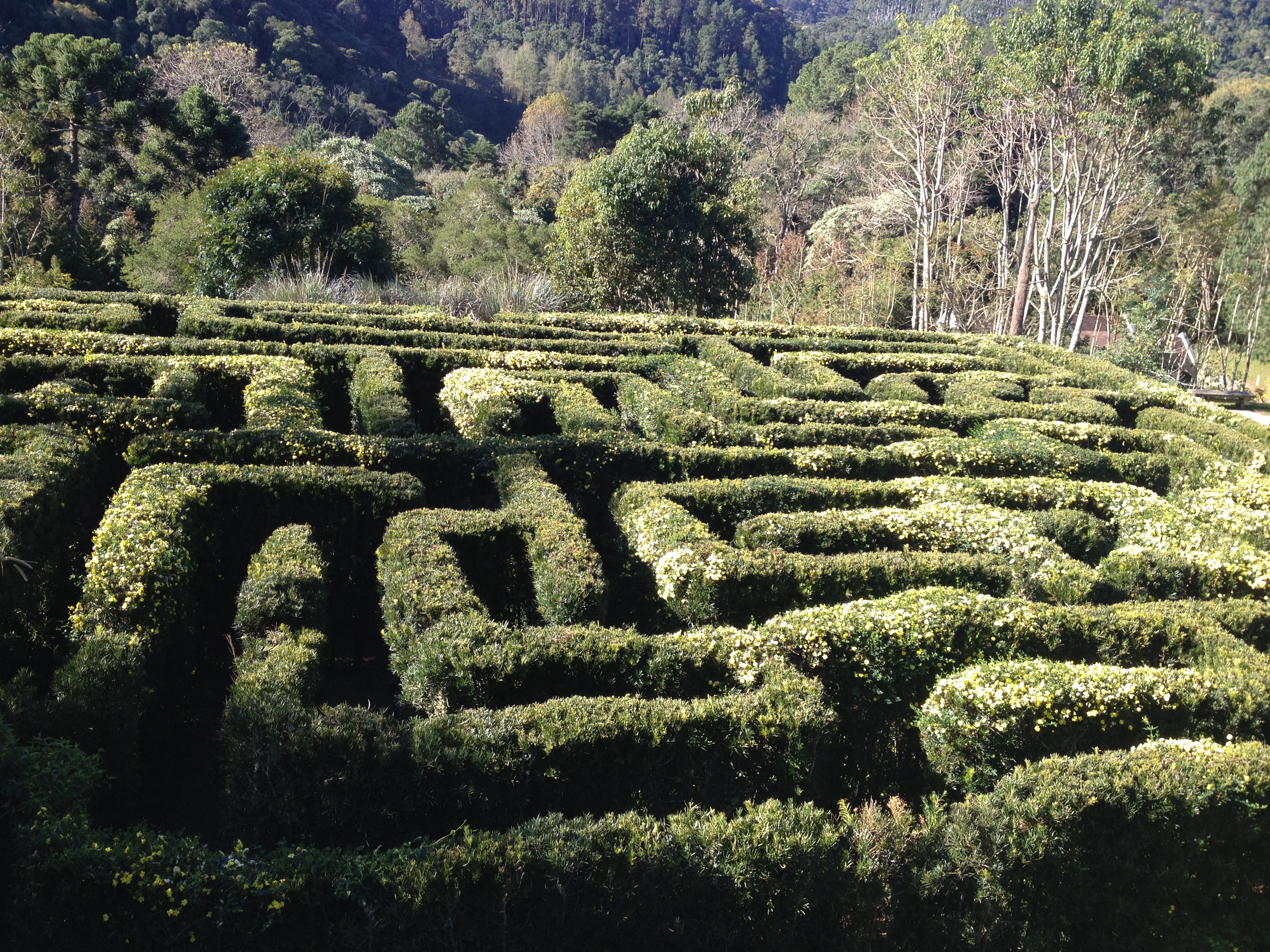
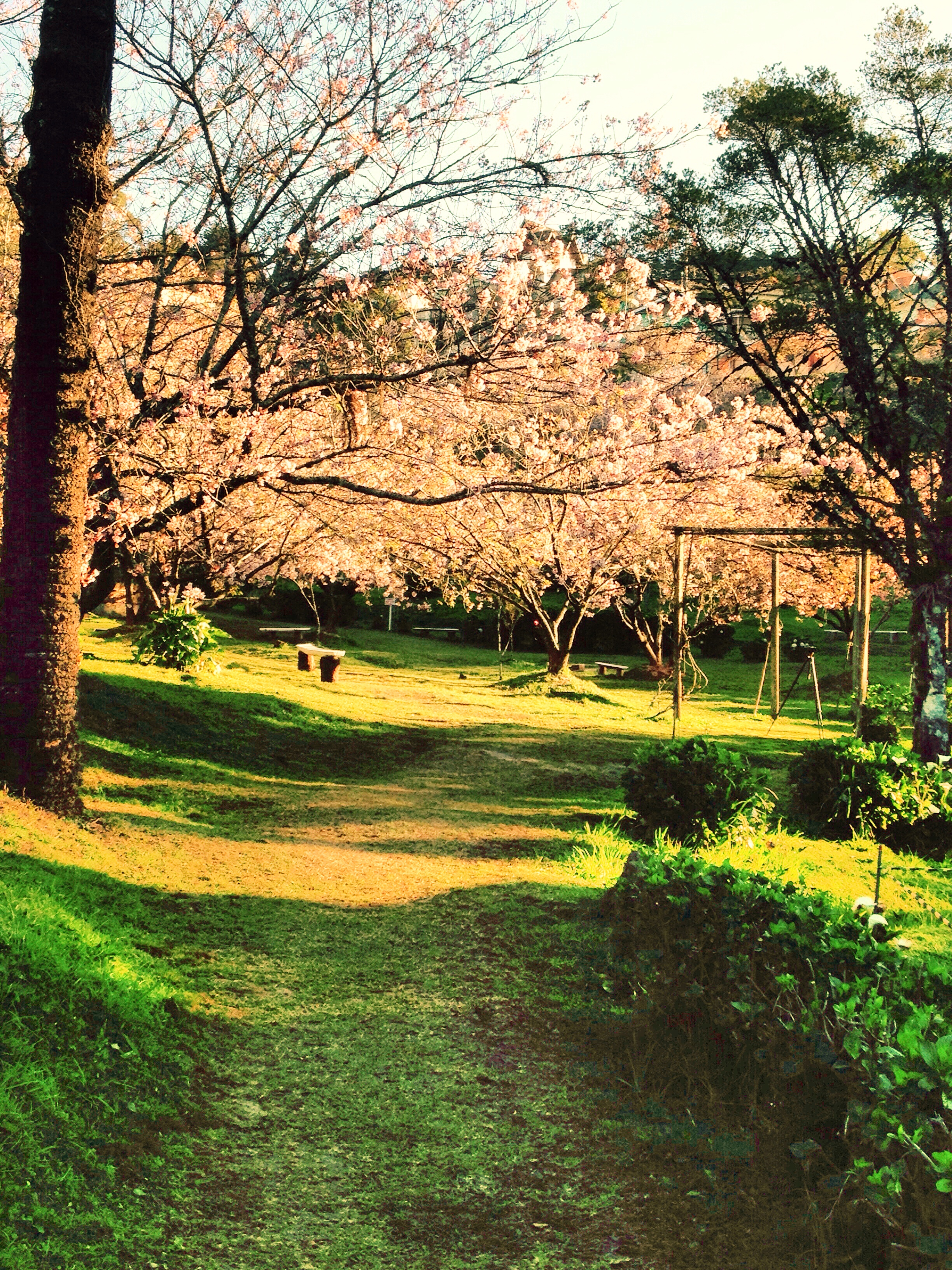
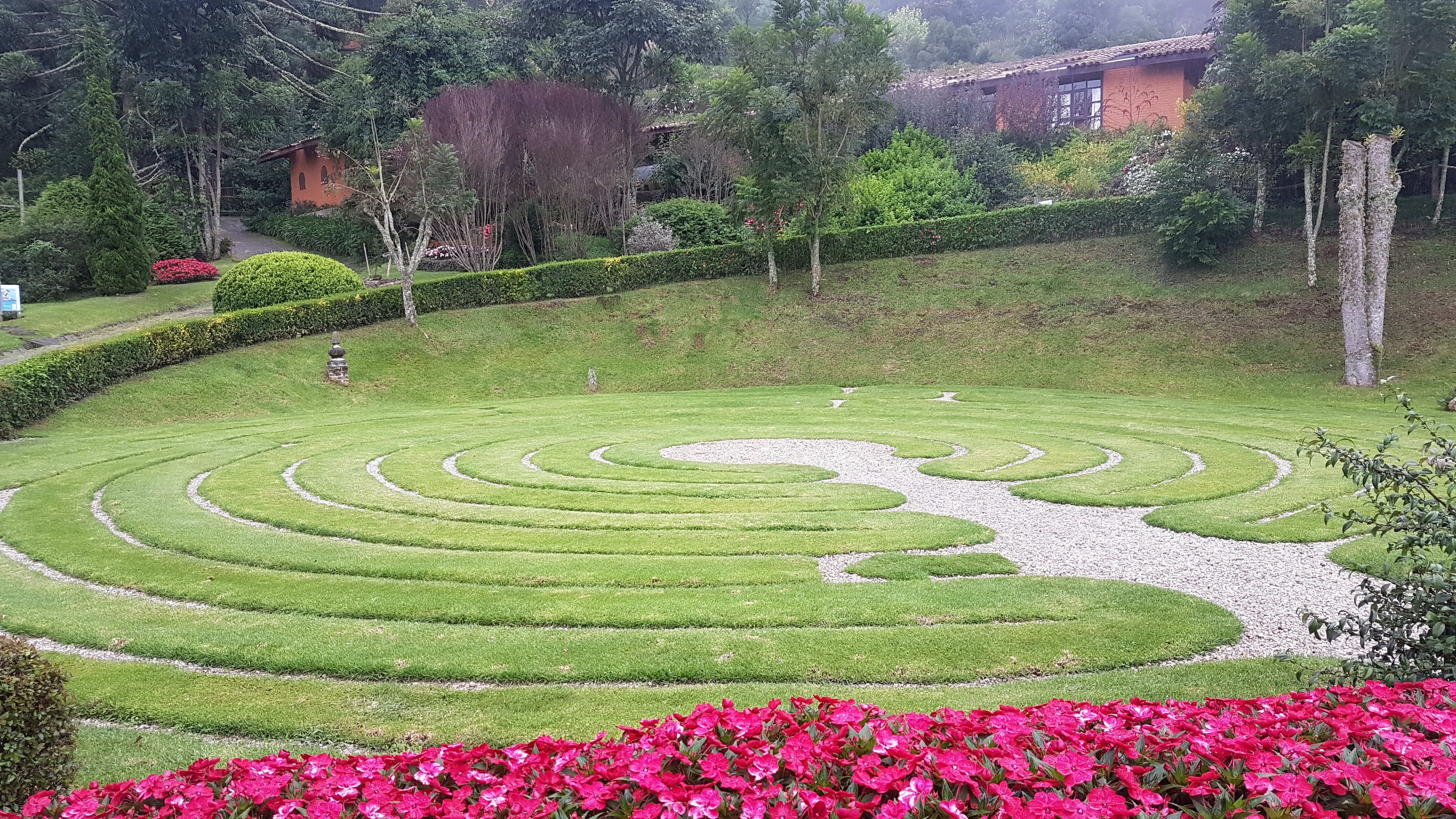
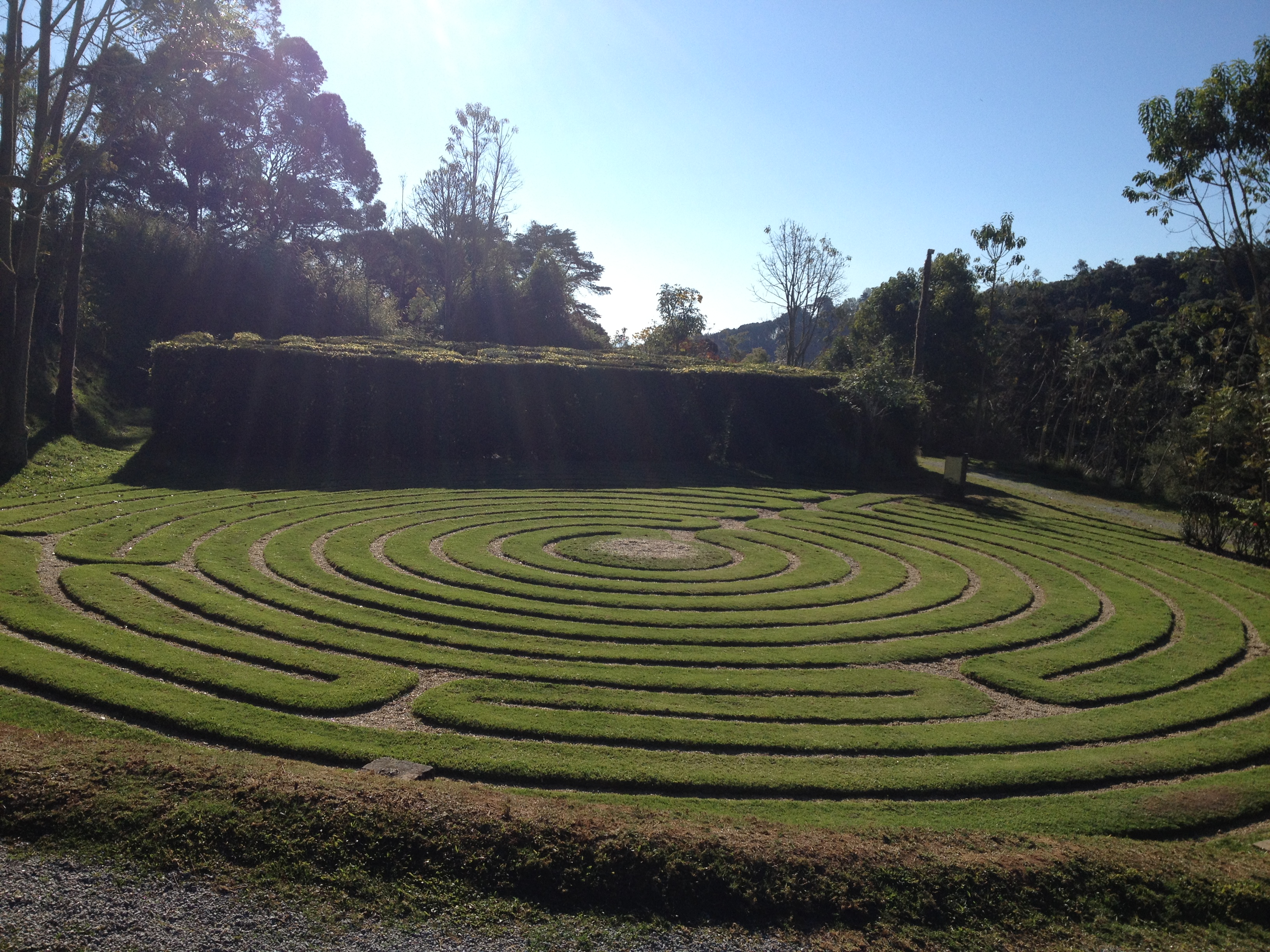
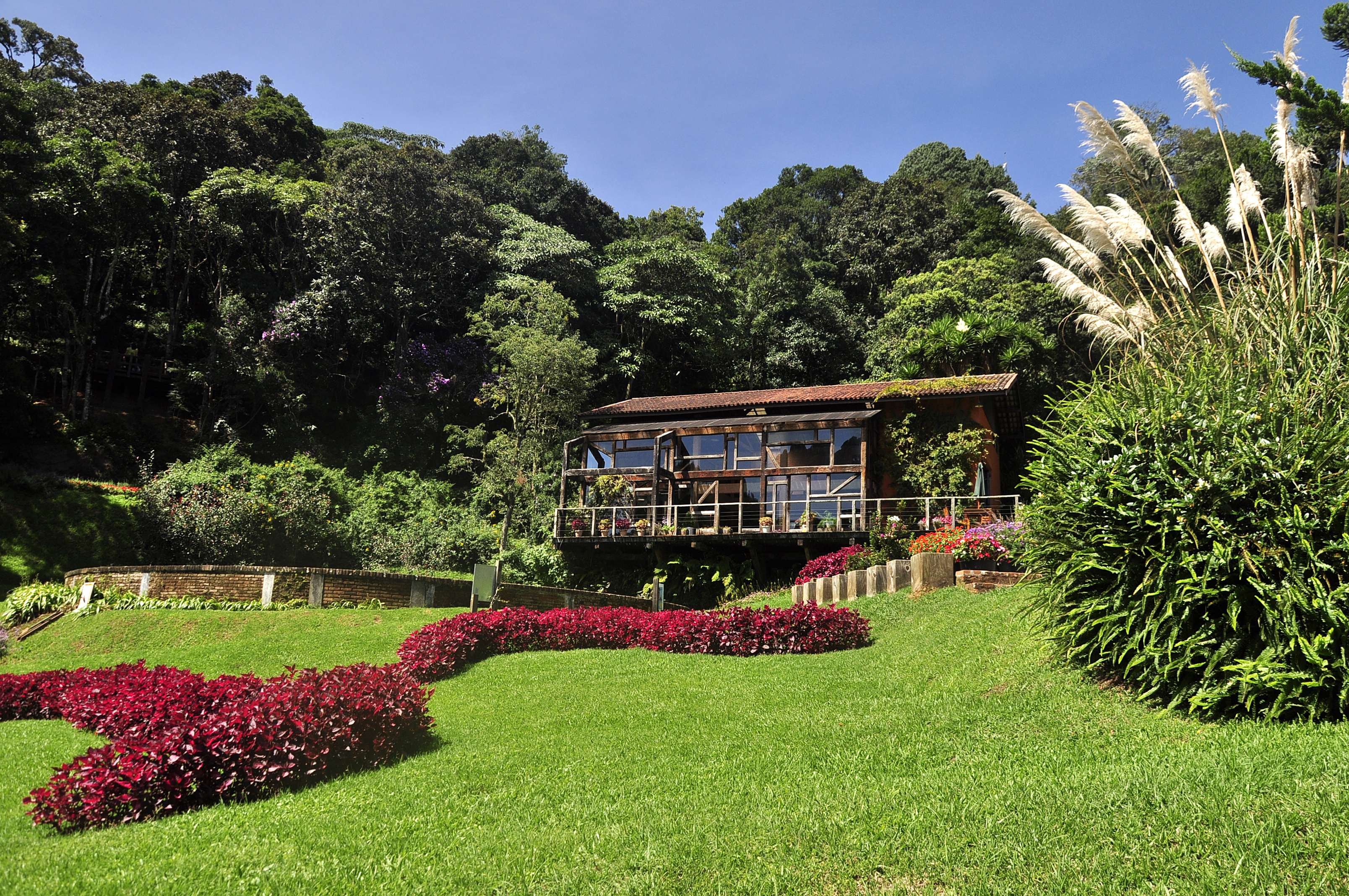
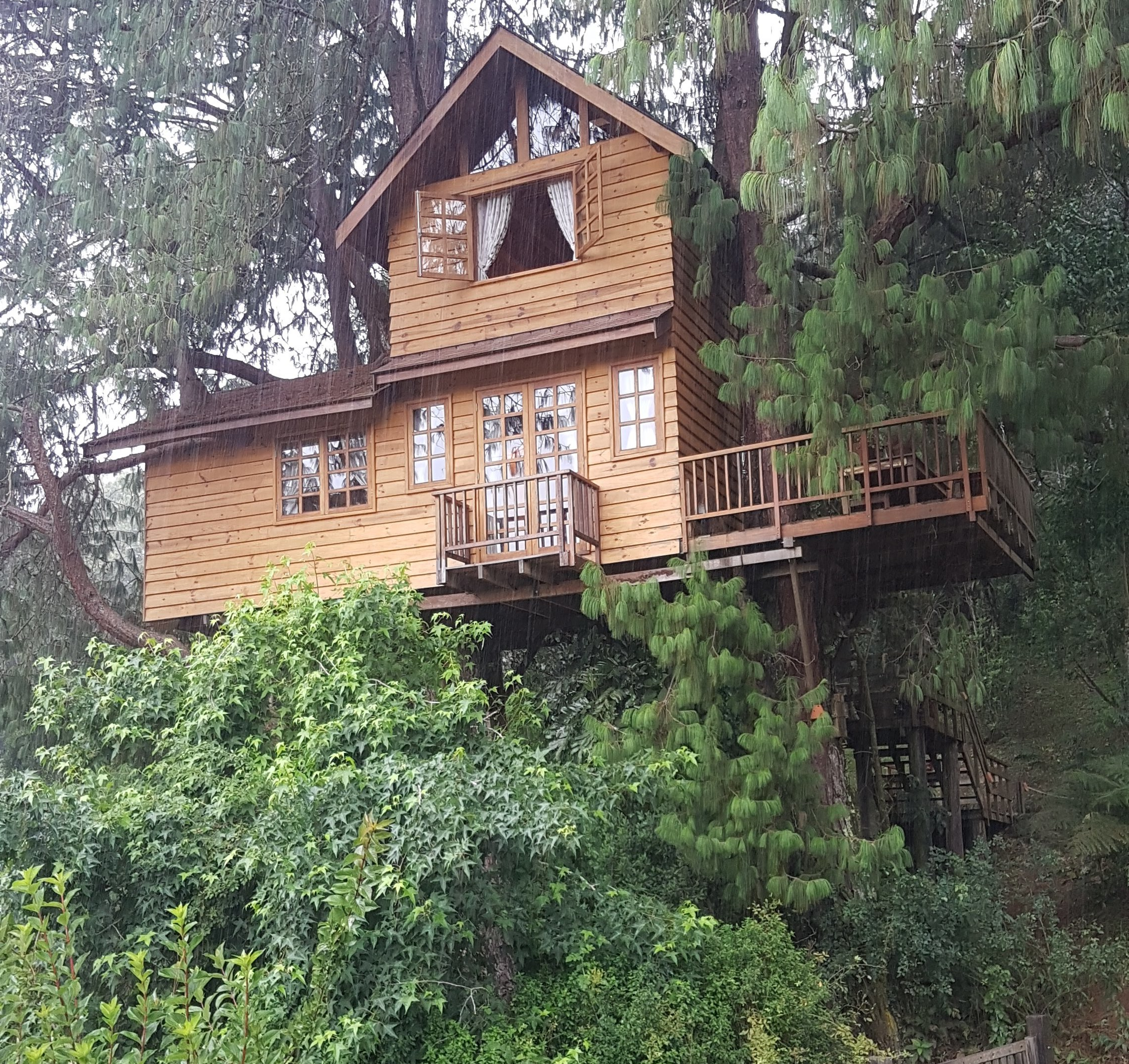
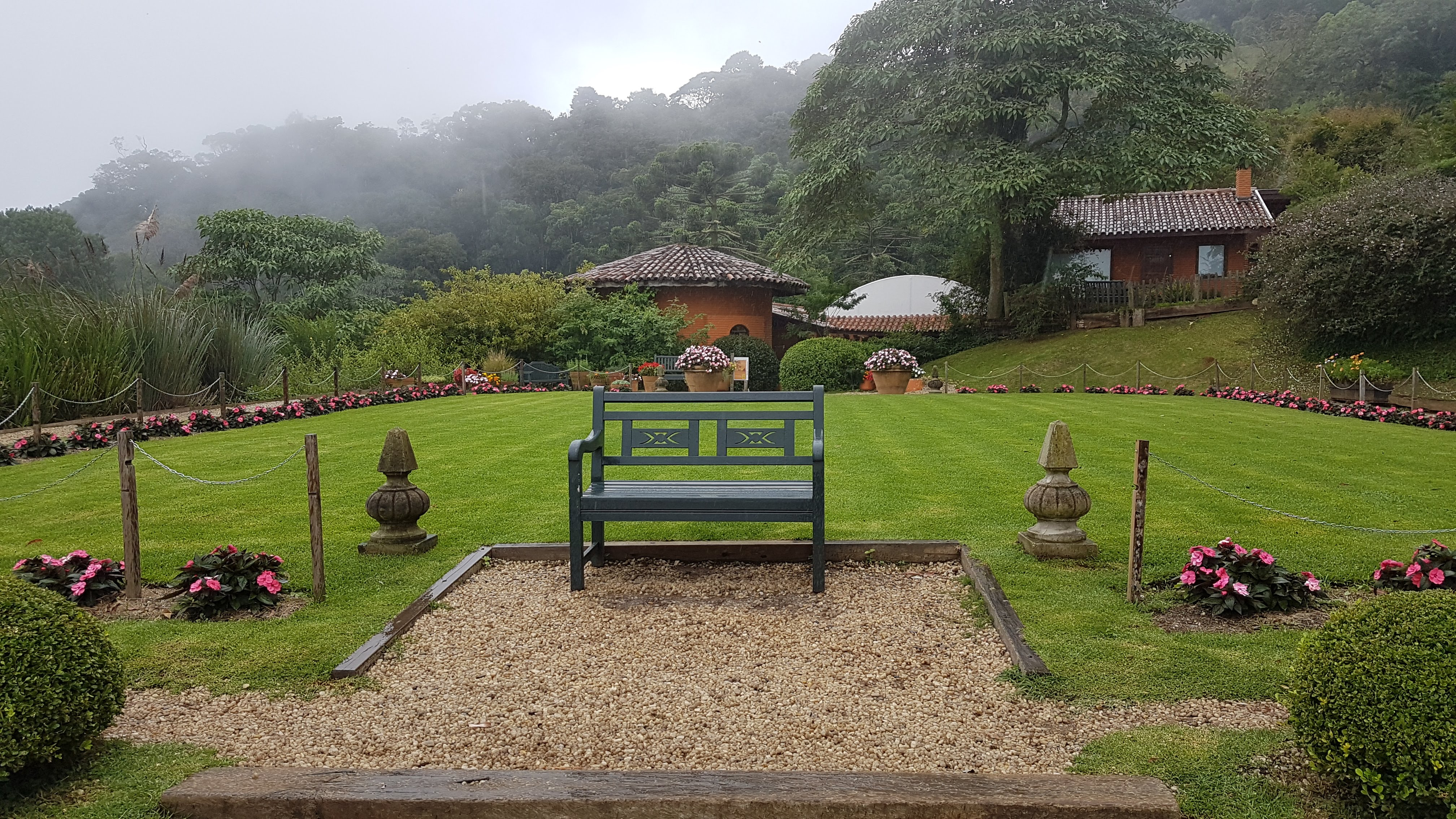
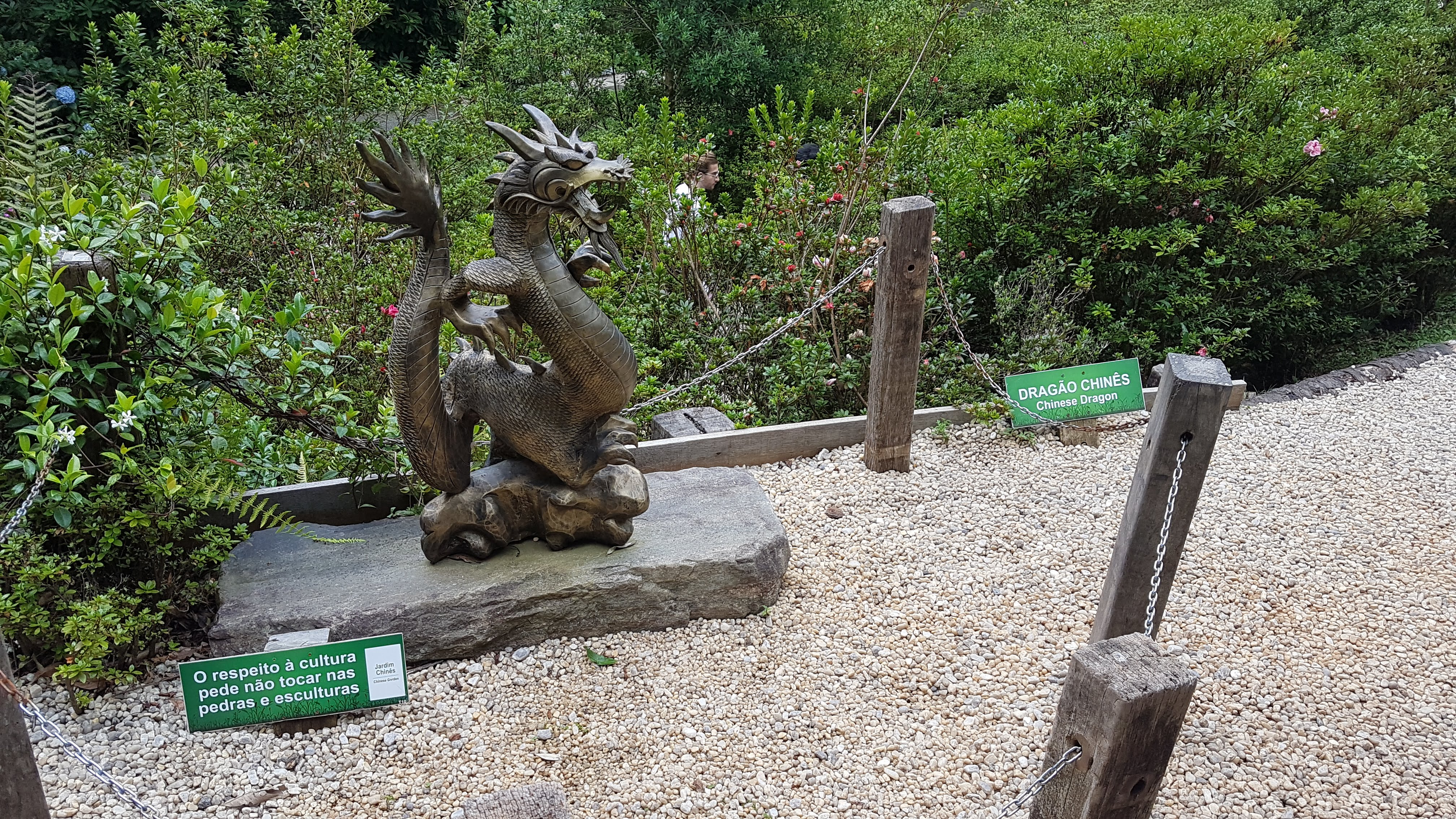
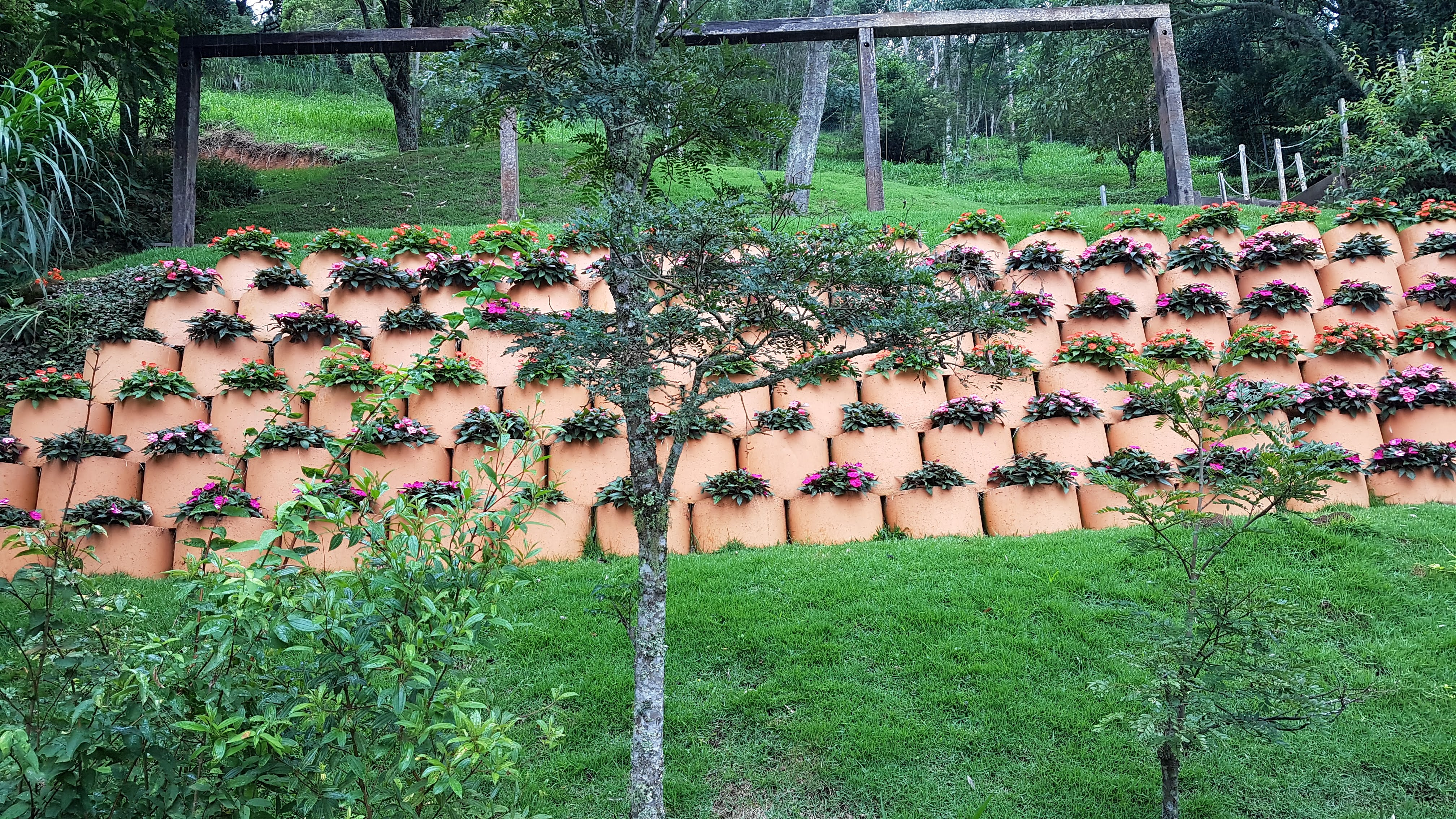